# Lawerna
Lawerna (łac. Laverna) – rzymska bogini złodziei i oszustów. 
Bóstwo niższego rzędu patronujące złodziejom (laverniones). Nie miało własnej świątyni, jedynie na Awentynie poświęcony mu ołtarz w pobliżu bramy jego imienia (Porta Lavernalis). Święty gaj tej bogini będący kryjówką złodziei, usytuowany był przy Via Salaria – prastarym szlaku solnym prowadzącym z Rzymu do sabińskiego Reate.
Wzmianki w rzymskim piśmiennictwie wskazują, że mogło to być również bóstwo świata podziemnego (przez konotację z mrokiem kojarzone z nocnymi rabunkami); zachowana inskrypcja pozwala przypuszczać, że Lawerna pierwotnie była bóstwem miejscowym. 
W literaturze wspomina o niej Plaut w komedii Garnek złota (Aulularia, 445) oraz Horacy w listach (Epistulae I 16,60).